# Rodeíto
Rodeíto ist ein Dorf in dem Departamento San Pedro in der Provinz Jujuy in Argentinien.
Es liegt an der Kreuzung der Provinzstraßen 1 und 39, 13 km südöstlich von San Pedro de Jujuy, im Gebiet des San Pedro-Tals, das sich südlich des Río Grande erstreckt.
Das Dorf verfügt über eine Polizeiwache, eine Krankenstation, zwei Grundschulen, eine landwirtschaftlich-technische Schule, eine Gemeindekommission und einen Sportverein. Es gibt dort Trinkwasser und elektrischen Strom. Die Hauptwirtschaftsaktivität ist mit der Primärproduktion der Felder in der Region sowie einem kleinen Dienstleistungssektor wie Lager oder Werkstätten verbunden.